# 嶋崎雄斗
嶋崎雄斗（しまざき ゆうと、1986年7月15日 - ）は日本のマリンバ奏者・ドラマー・パーカッショニストである。打楽器アンサンブル「東京 percussive pedia」代表者でもある。

## 経歴
千葉県の習志野市に生まれ、3歳頃からマリンバを、中学よりドラムを始める。
これまでに打楽器を磯田裕美、高橋美智子、重奏を高橋美智子、吉原すみれ、中谷孝哉、ソルフェージュを佐々木邦雄の各氏に師事する。
武蔵野音楽大学音楽学部ヴィルトゥオーソ学科、同大学院ヴィルトゥオーソ・コースに在籍し、その時からプロとして活動してきた。
電子マリンバ「malletKAT」モデルプレイヤー。
菅長学園マリンバ講師、渋谷区青少年吹奏楽団パーカッション講師。
2018年からは「本気の趣味」としてYouTube企画を開始。打楽器の楽しさを様々なコンテンツを通じて届けている。

## 演奏団体
- 打楽器アンサンブル〝東京 percussive pedia″（代表）
- 夫婦マリンバ・デュオ〝Marimbeat″
- サックス・ピアノ・パーカッショントリオ〝Sapeur″

## 成績・賞歴
これまでに、第13回JILA音楽コンクール　打楽器部門　第2位。第18回クラシック音楽コンクール　打楽器部門　第3位（最高位）。第4回ムジカ・サンタンジェロ新人オーディション　新人優秀賞。第6回日本ルーマニア国際音楽コンクール　第3位を受賞。
楽器店大賞2022の打楽器プレイヤー部門も受賞している。